# جون مور (كاتب)
جون مور (بالإنجليزية: John Moore) (و. 1970  م) هو مخرج أفلام، ومنتج أفلام، وكاتب سيناريو أيرلندي، ولد في دوندالك.

## التعليم
تعلم في معهد دبلن للتقانة ‏.

## وصلات خارجية
- جون مور على موقع IMDb (الإنجليزية)
- جون مور على موقع روتن توميتوز (الإنجليزية)
- جون مور على موقع ألو سيني (الفرنسية)
- جون مور على موقع ميوزك برينز (الإنجليزية)
- جون مور على موقع أول موفي (الإنجليزية)
- جون مور على موقع بوكس أوفيس موجو (الإنجليزية)
- جون مور على موقع قاعدة بيانات الأفلام السويدية (السويدية)
- جون مور على موقع قاعدة بيانات الفيلم (الإنجليزية)
- جون مور على موقع كينوبويسك (الروسية)

- جون مور في قاعدة بيانات الأفلام على الإنترنت